# Novosela
Novosela (albanisch auch Novoselë) ist ein Ort im Südwesten Albaniens im Qark Vlora. Er ist Zentrum einer Njësia administrative mit 5000 Einwohnern (Volkszählung 2023), die zur Bashkia Vlora gehört.

## Geographie

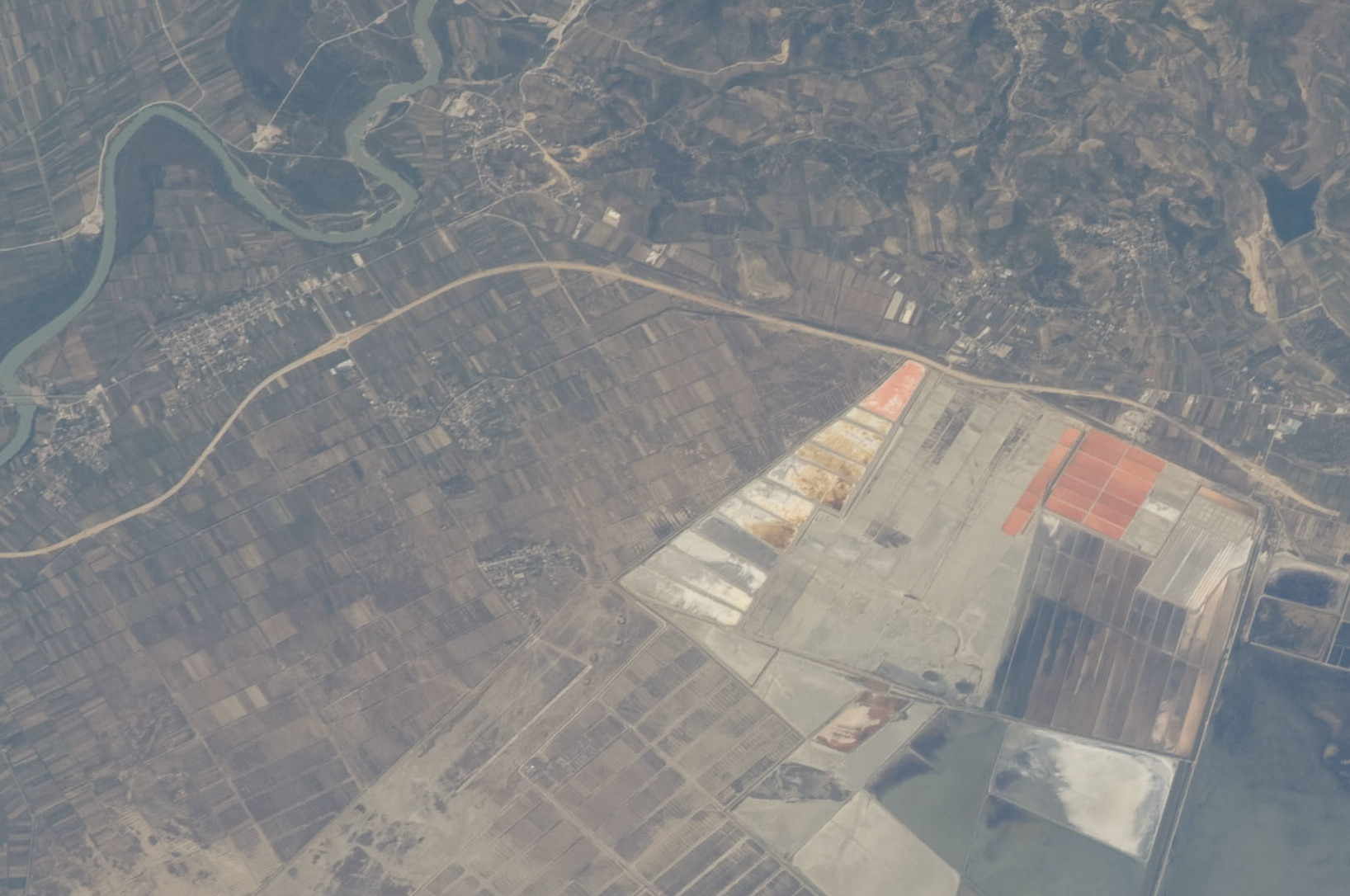
Satellitenbild von 2009 mit Novosela oben links

Novosela liegt am Unterlauf der Vjosa am linken (südlichen) Flussufer in der flachen Küstenebene nördlich von Vlora. Bis zum Ufer der Adria sind es nicht ganz zehn Kilometer respektive fast 20 Kilometer dem mäandernden Flusslauf folgend, der sich gelegentlich auch ein neues Bett sucht.
Die Vjosa markiert die Grenze zum Qark Fier. Nördlich des Flusses gehen die Flussniederungen in die Myzeqe-Ebene über. Rund fünf Kilometer nördlich liegt der Ort Levan. Vlora im Süden ist 17 Kilometer Luftlinie entfernt. Im Südosten erhebt sich ein Hügelzug, der sich 100–200 m ü. A. aus dem Umland erhebt und im Südosten im Mali i Çipllakut (235 m ü. A.) den höchsten Punkt erreicht. Im Südwesten erstreckt sich die Lagune von Narta. Wie diese Lagune stehen auch weite Teile der Meeresküste und des Unterlaufs der Vjosa als Landschaftsschutzgebiet Vjosa-Narta unter Naturschutz. Das nationale Schutzgebiet bietet mehr als 62 Vogelarten eine Heimat.

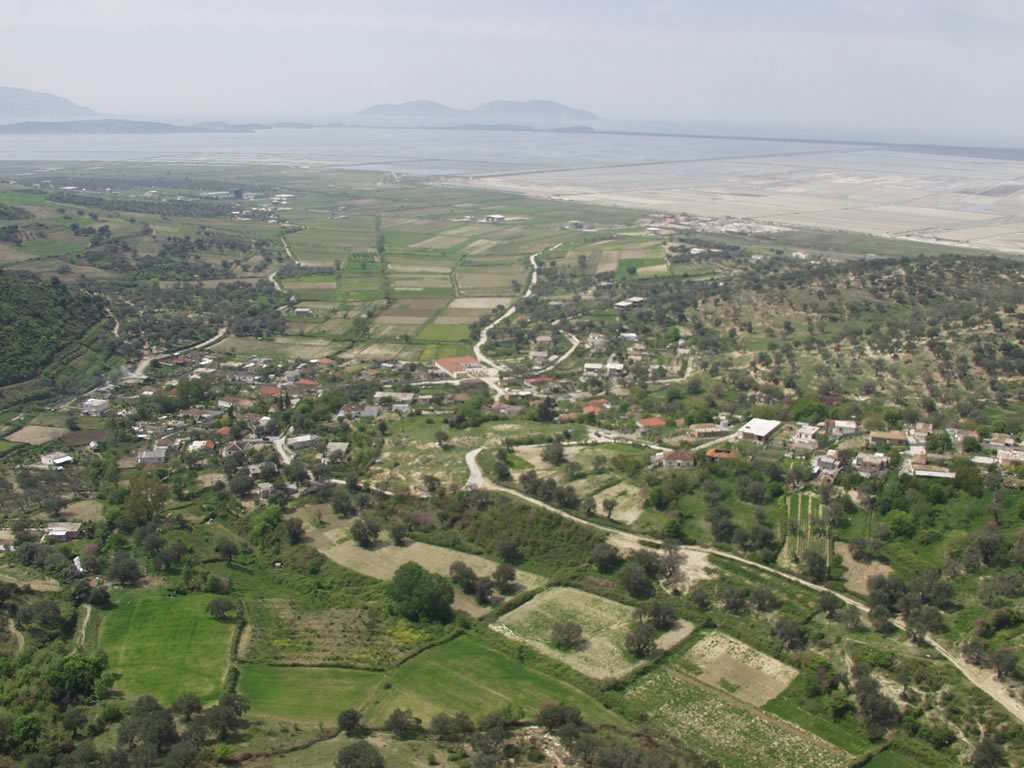
Das Dorf Cerkovina mit der Lagune im Hintergrund

Zur Verwaltungseinheit Novosela gehören elf weitere Dörfer: Aliban und Akërnia südwestlich von Novosela, Mifol im Südosten und Trevllazër darüber auf dem Hügel, Cerkovina und Skrofotina im Süden an der Straße nach Vlora, Bishan und Fitorja im Norden, Poroja, Delisuf (früher Zhuka-Grykëpisha) und Dëllinja im Westen an der Küste respektive Vjosamündung.

## Verkehr

### Flussübergang von Straße und Eisenbahn
Novosela liegt an der Route, die Vlora mit Zentral- und Nordalbanien verbindet. Beim Ort befindet sich der einzige Übergang über die Vjosa am Unterlauf. Die nächste Brücke findet sich erst etwa 25 Kilometer flussaufwärts bei Poçem. Früher wurde der Übergang meist nach dem Nachbardorf Mifol bezeichnet. Heute existieren drei Brücken in Novosela: eine alte Eisenbrücke, die neue kombinierte Straßen- und ein Eisenbahnbrücke und zwei Kilometer nördlich die neue Autobahnquerung. Auch wenn das Dorf Mifol über drei Kilometer jenseits von Novosela liegt, verleiht es noch immer der Brücke seinen Namen: Ura e Mifolit.
Die durch den Ort führende Nationalstraße SH8 war früher die einzige Straßenverbindung von Vlora und der Küste im Südwesten nach Fier und in die Zentren in Mittelalbaniens. Seit 2012 entlastet die Autobahn A2 den Ort vom Durchgangsverkehr.
1985 wurde die Eisenbahnstrecke Fier–Vlora der Hekurudha Shqiptare mit Bahnhof am südöstlichen Dorfrand eröffnet. Der Personenverkehr wurde in den 2000er Jahren eingestellt. Im Dezember 2018 wurden die ersten Zugfahrten der neuen Gesellschaft Albrail auf der restaurierten Strecke von Fier nach Vlora durchgeführt. Befördert werden Güterzüge mit Rohöl.

### Flughafen
Dreieinhalb Kilometer südwestlich ist beim Dorf Akërnia der Flughafen Vlora im Bau. Genutzt wird das Gelnäde eines ehemaligen Luftwaffenstützpunkts, ein stillgelegtes Reserve-Flugfeld der Luftwaffe mit Graspiste in der flachen Küstenebene im Norden der Lagune. Der Bau des Flugplatzes wird von Umweltaktivisten kritisiert. Die Europäische Union hielt fest, dass dadurch im Landschaftsschutzgebiet nationale Gesetze und internationale Vereinbarungen verletzt würden.

## Geschichte
Das Dorf wurde im 14. Jahrhundert gegründet – der Name ist slawischen Ursprungs und bedeutet „neuer Ort“. Der Flussübergang ist aber schon viel länger von Bedeutung und hat eine Geschichte, die bis in die Antike zurückgeht. Mifol gilt als Wohnort seit dem 2. oder 1. Jahrhundert vor Christus. Später ist es als Stefana erwähnt als Verbindung zwischen Apollonia und Aulona (antike Bezeichnung von Vlora).
Die Vjosa wurde bei Novosela mit einer Fähre überquert. Im Ersten Weltkrieg bildete die Vjosa in diesem Bereich die Front zwischen österreichisch-ungarischen und italienischen Truppen.
Die erste Eisenbrücke mit Betonbogen wurde zu Beginn der 1930er Jahre gebaut. Sie diente bis Mitte der 1980er Jahre, als die neue kombinierte Straßen- und ein Eisenbahnbrücke errichtet wurde.
Das Land wurde 1947 verstaatlicht – Novosela war die zweite landwirtschaftliche Kooperative im Kreis Vlora. Es wurde vor allem Getreide angebaut, Früchte geerntet und Vieh gehalten.
Die Einwohnerzahl wurde Ende der 1980er Jahre mit 7200 Personen angegeben. Bei der Volkszählung 2011 war sie auf 8200 Einwohner angestiegen, ging danach aber wie fast überall im ländlichen Albanien deutlich zurück. Bis 2015 war Novosela eine eigenständige Komuna, seither ein Teil der Bashkia Vlora.